# Alexander Ort

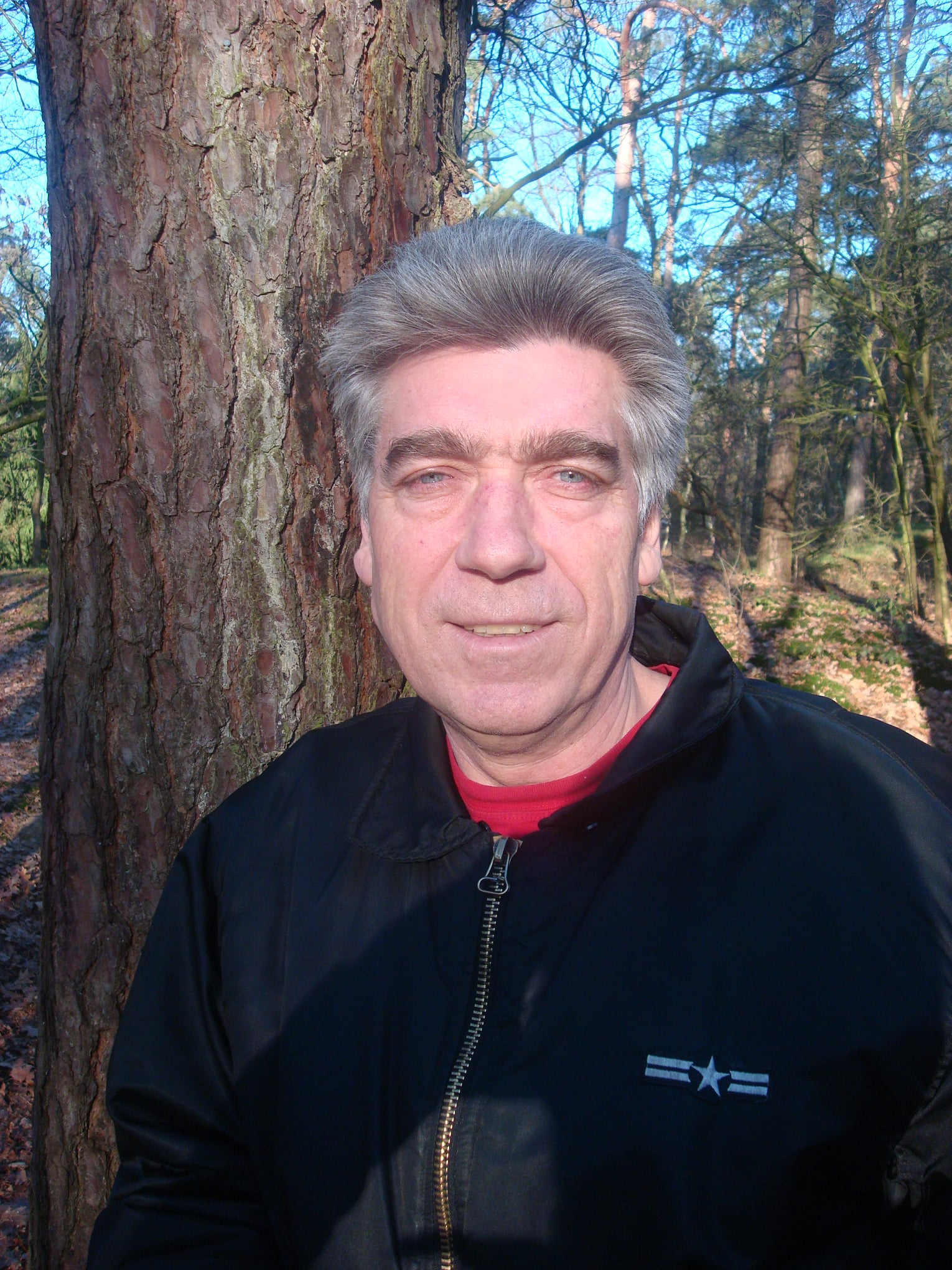
Uma fotografia do cantor e corista baixo-profundo Alexander Ort.

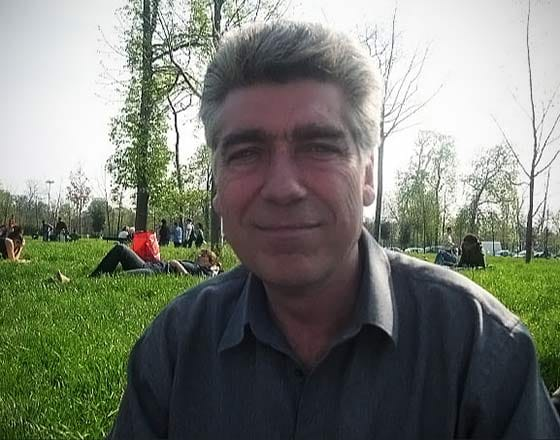

Aleksander Vladimirovich Ort, ou simplesmente Aleksander Ort (em russo: Александр Орт), nascido em 8 de março de 1951, foi um baixo-profundo e octavista russo. Aleksander Ort faleceu devido a um câncer cerebral, um dia após seu aniversário de 70 anos, em 10 de março de 2021.

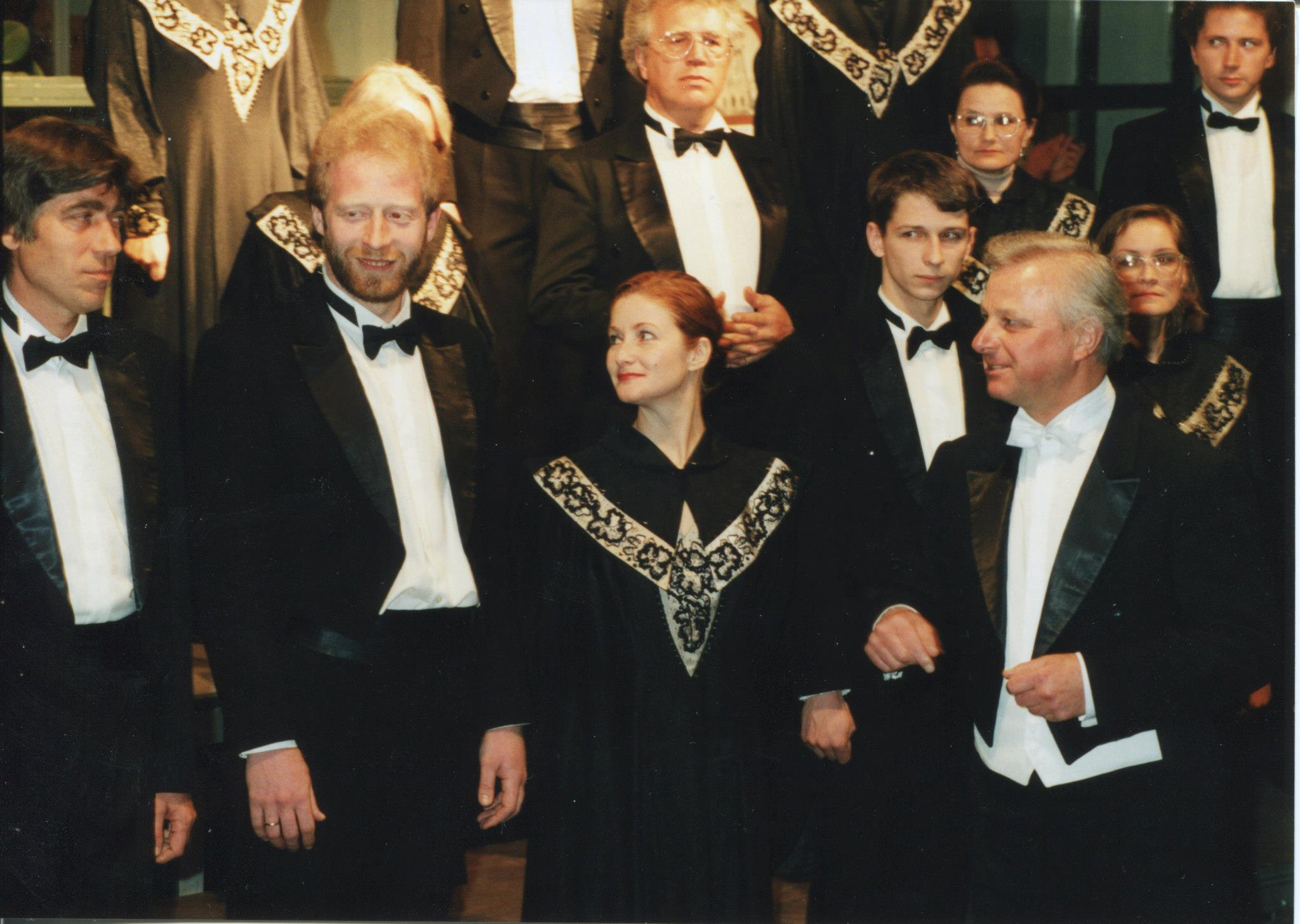
Os baixos-profundos Alexander Ort e Vladimir Miller, com o diretor do coro da Capela Acadêmica Estadual de São Petersburgo Vladislav Chernurshenko.

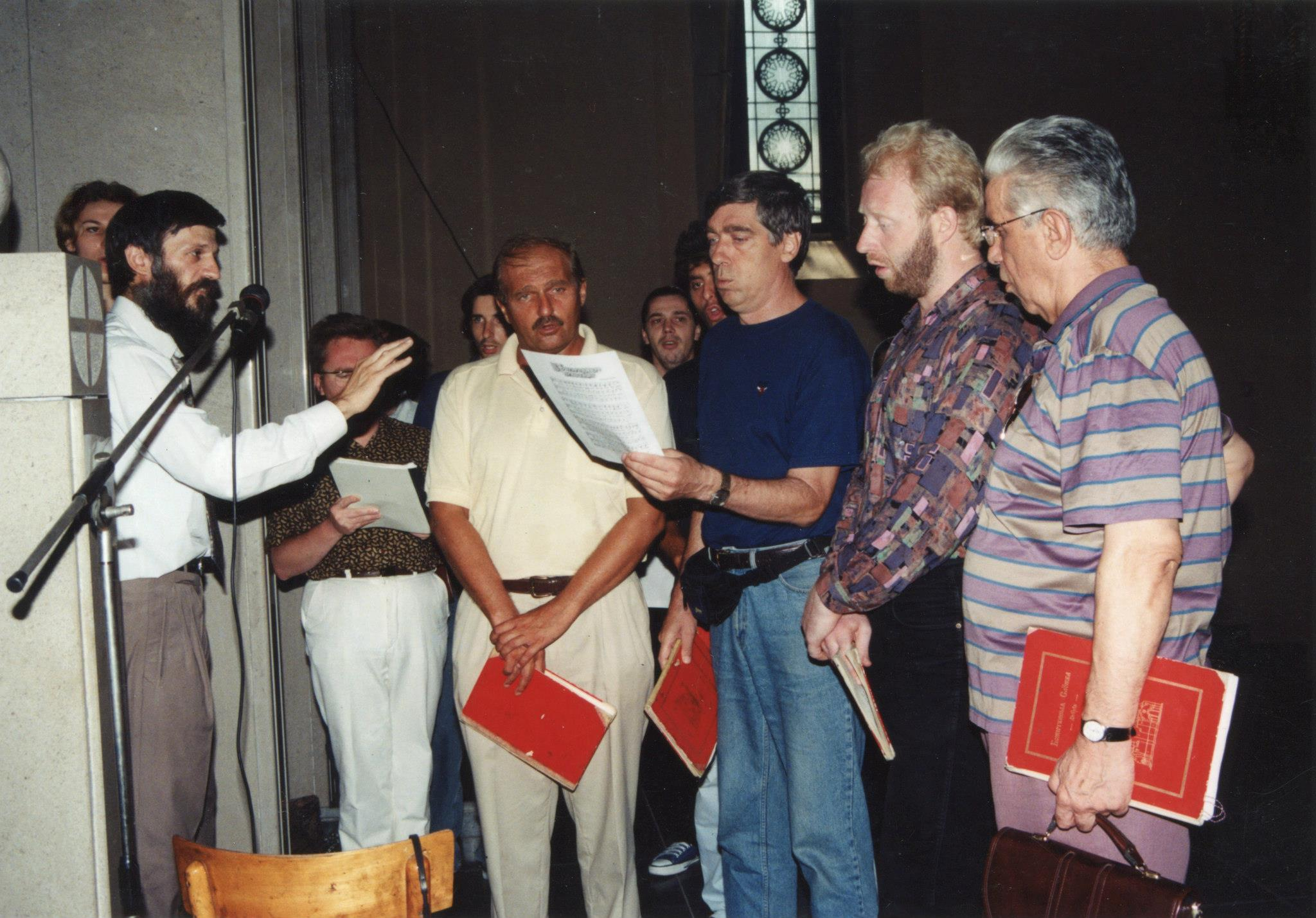
Alexander Ort, Vladimir Miller e Andrey Kurilov.

Aleksander Ort cantou ao lado de outros grandes nomes dos baixos-profundos, como Vladimir Miller, Andrey Kurilov, Mikhail Kruglov, Vladimir Pasyukov e Yuri Emashev.
Aleksander Ort cantou no coro da Capela Acadêmica Estadual
de São Petersburgo, para onde foi convidado por Vladimir Miller. Na época, ambos cantavam juntos no complexo do Mosteiro de Valaam, onde se conheceram, e Vladimir Miller o levou para a Capela.
Alexander Ort já atingiu notas como E1 no peito e, muitas vezes, G1 junto a Vladimir Miller. Já alcançou notas como Bb1, C#1, Eb1, A1, B1 muito comumente e D1 foi seu máximo gravado. Em algumas entrevistas, Vladimir Miller já afirmou que Alexander Ort possuía uma voz excepcionalmente mais grave que a dele, porém não possuía educação musical formal, apenas uma natureza muito rica e uma paixão enorme pela música. Por isso, não há muitas gravações de solos do mesmo. Contudo, nas poucas gravações existentes, é notório o poder do seu alcance baixo. Interpretando ''Nós Te Louvamos'', de Pavel Chesnokov, alcançava um A1 estrondoso que cobria todo o coral com o poder de sua voz.

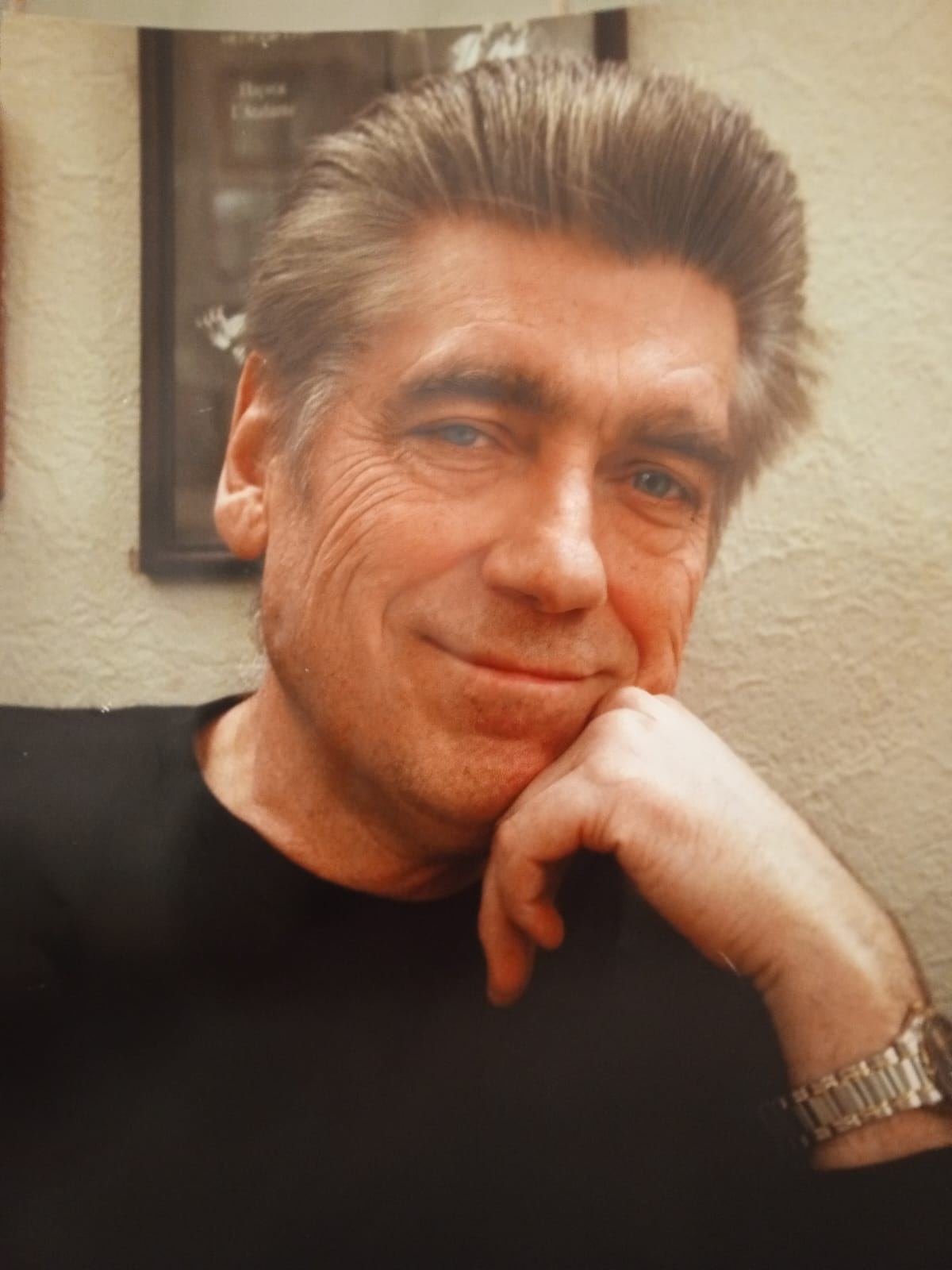

Alexander Ort foi uma figura notável, ainda que reservada, no cenário musical russo, reverenciado por sua extraordinária tessitura vocal que o posicionou entre os maiores octavistas da história, ao lado de nomes como Mikhail Zlatopolsky. Apesar de sua discrição e de nunca ter buscado reconhecimento público, sua presença era sentida profundamente por aqueles que tiveram o privilégio de cantar ao seu lado.
O Salão de Concertos da Capela Acadêmica Estadual de São Petersburgo foi mais do que um local de trabalho para Ort; foi sua segunda casa. Lá, ele dedicou sua vida a centenas de apresentações e concertos, sempre acompanhado de seu fiel amigo e colaborador, o baixista Vladimir Miller. As paredes da Capela testemunharam a força e a ressonância de sua voz, que, mesmo sem uma formação musical formal, era capaz de infundir vida em cada nota.
Ort distinguia-se por sua tessitura vocal absurda, que o conduzia com facilidade aos registros mais graves da música. Embora não possuísse educação musical formal, seu talento era inegável. Há um solo marcante de sua voz em "A Grande Ladainha", interpretado junto ao Coro Masculino Alexander Nevsky, que serve como testemunho de sua capacidade única.
Seu poder vocal também era evidente na interpretação de "Perezvony", de Valery Gavrilin, onde ele "rosnava" a palavra "Yerundá" em notas subterrâneas, demonstrando uma combinação impressionante de poder, ressonância e nitidez. Essa habilidade natural para acessar as profundezas sonoras da música era uma das características mais lembradas de sua performance.
Apesar dos múltiplos convites para competições de notas graves, Ort optou por não expor seu valor publicamente, preferindo a arte pela arte. Essa modéstia, contudo, não diminui o impacto de seu legado. As confissões e relatos de coristas que cantaram com ele servem como o verdadeiro reconhecimento de sua grandeza, ecoando a admiração por um homem cuja voz transcendia a técnica, alcançando a essência da emoção e da profundidade musical. Alexander Ort permanece na memória como uma lenda, um mestre dos graves, cuja singularidade vocal continua a ressoar através das gerações.
Alexander Ort não se importava com seu reconhecimento internacional, nem dava atenção à sua vida popular de poderoso octavista, portanto, não há entrevistas suas disponíveis na internet. Contudo, já dublou algumas figuras de filmes russos, como o personagem 'Cobra' do filme 'Purgatório' de 1998.
1. 1 2  «Государственная академическая капелла Санкт-Петербурга». capella-spb.ru (em russo). Consultado em 1 de fevereiro de 2025